# Batman: Bad Blood
Batman: Bad Blood (bra: Batman: Sangue Ruim) é filme de animação estadunidense de super-heróis de 2016, lançado diretamente em vídeo, que faz parte do DC Universe Animated Original Movies. O filme serve de sequência para o filme de 2015, Batman vs. Robin. O filme foi lançado em 2 de fevereiro de 2016 nos Estados Unidos.
Jason O'Mara e Stuart Allan retornaram como as vozes de Bruce Wayne e Damian Wayne, seus papéis no filme anterior, além das novas vozes de Yvonne Strahovski, James Garrett e Gaius Charles dublando Mulher-Morcego, Alfred Pennyworth e o Batwing.

## Sinopse
Após o desaparecimento de Batman, Asa Noturna assume o manto do homem-morcego e Damian Wayne vira o novo Robin, com o objetivo de trazer de novo a justiça a Gotham City. Uma nova vigilante conhecida como Batwoman investiga o desaparecimento de Batman, e ajuda o novo Batman e Robin a enfrentar os vilões da cidade. Luke Fox, filho do desenvolvedor tecnológico Lucius Fox vira o Batwing para ajudar a Bat-Família a enfrentar novos vilões: Chapeleiro Louco, Mariposa Assassina, Vagalume e Eletrocutor liderados por Heretic.

## Vozes
- Jason O'Mara - Bruce Wayne / Batman
- Yvonne Strahovski - Kate Kane / Batwoman
- Stuart Allan - Damian Wayne / Robin
- Sean Maher - Dick Grayson / Asa Noturna / Batman II
- Morena Baccarin - Talia al Ghul
- Steven Blum - Roman Sionis / Máscara Negra , Garfield Lynns / Vagalume
- Gaius Charles - Lucas Fox / Batwing
- John DiMaggio - Arrasa-Quarteirão , Presas
- Robin Atkin Downes - Jervis Tetch / Chapeleiro Louco , Lester Buckinsky / Eletrocutor
- James Garrett - Alfred Pennyworth
- Ernie Hudson - Lucius Fox
- Christine Lakin - Repórter
- Vanessa Marshall - Renee Montoya
- Richard McGonagle - Presidente
- Matthew Mercer - Cão Infernal , Chuckie Sol
- Geoff Pierson - Coronel Jacob Kane
- Jason Spisak - Noah Kuttler / Calculadora , Drury Walker / Mariposa Assassina , Repórter Masculino
- Bruce Thomas - Comissário James Gordon
- Kari Wahlgren - Kori / Koriand'r / Estelar , Ms. Bannister
- Travis Willingham - Damian Wayne / Herege